# Moonbabies
Moonbabies, ibland The Moonbabies, är en svensk popduo bestående av Ola Frick och Carina Johansson. Duon bildades 1996.
Gruppen spelade snart in en demo, vilken kom att generera flitig speltid i svensk radio. Detta ledde i sin tur till konserter. Albumdebuten skedde med 2000 års June and Novas, släppt på Duckweed Records. Skivan mottog goda recensioner.
Året efter gav sig bandet ut på en USA-turné. I anslutning till detta släppte bandet EP-skivan We're Layabouts. 2004 släpptes gruppens andra studioalbum, The Orange Billboard, följt av The Moonbabies at the Ballroom 2007.

## Diskografi

### Album
- Moonbabies at the Ballroom (2007)
- The Orange Billboard (2004)
- June and Novas (2001)

### Singles
- Take Me to the Ballroom (CD-singel) (2007)
- War on Sound (CD-singel) (2007)
- War on Sound Minialbum (2005)
- Forever Changes Everything Now (Promosingel) (2004)
- Sun A.M. (Promosingel) (2004)
- Standing on the Roof/Filtering the Daylight EP (7"-vinyl) (2002) Limiterad till 500 exemplar
- We're Layabouts EP (2001)
- I'm Insane But so are You (7"-vinyl) (2000)
- Air>>>Moon>>>Stereo EP (7"-vinyl) (1999)

### Fotnoter
1. 1 2 3  Fink, Matt. ”Moonbabies”. Allmusic.com. http://www.allmusic.com/artist/p467599/biography. Läst 4 mars 2012.